# Universitatea din Minnesota
Universitatea din Minnesota (în engleză University of Minnesota) este o universitate de stat de cercetare situată în Minneapolis și Saint Paul, Minnesota, Statele Unite ale Americii. Are cel mai mare și cel mai vechi campus din cadrul sistemului Universității din Minnesota, și este pe locul patru după numărul de studenți din cadrul universitaților din Statele Unite, cu 52,557 studenți în anul universitar 2011–2012.